# TotalEnergies
TotalEnergies SE (precedentemente Total SE) è una compagnia petrolifera francese, con sede a Parigi.
È una delle prime quattro aziende mondiali operanti nel petrolio e nel gas naturale (assieme a Shell, BP ed ExxonMobil).
La società opera nell'intera catena produttiva del gas e del petrolio, dalla ricerca di nuovi giacimenti alla vendita al dettaglio dei prodotti derivati, oltre al comparto della chimica.

## Storia
La compagnia fu fondata nel 1924 con il nome di Compagnie Française des Pétroles. Le sue attività di esplorazione ed estrazione si concentrarono inizialmente nel Medio Oriente, per poi passare all'Africa nel dopoguerra.
Il commercio di benzina iniziò nel 1947, con la creazione di una rete di distribuzione.
Il marchio Total nacque nel 1954 dal raggruppamento di altri marchi preesistenti. Nel 1955 la compagnia acquisì l'italiana Aquila, entrando così nel mercato italiano. Dal 1966 allargò la sua attività agli Stati Uniti
Nel 1992 la compagnia possedeva circa 6.000 stazioni di servizio in Europa, che furono oggetto di un'importante operazione di restyling.
Dopo aver acquistato la belga Petrofina nel 1999, si era fusa con la stessa ed aveva così cambiato la denominazione in Total Fina. Come risultato dell'ulteriore fusione con la francese ELF Aquitaine nel 2000, cambiò il nome in TotalFinaElf, fino al 2003, quando tornò a chiamarsi Total.
Nel 2007 la Total è stata messa sotto accusa per presunti reati di complicità in crimini contro l'umanità commessi in Birmania, dove rappresenta la principale compagnia petrolifera nonostante le sanzioni imposte dall'Unione europea contro la giunta militare al governo nel Paese. In particolare, la Total è stata accusata di sfruttamento della manodopera locale nella costruzioni dei gasdotti.
Il 20 ottobre 2014 all'Aeroporto di Mosca-Vnukovo l'aereo privato del presidente e CEO di Total Christophe de Margerie, si schianta su uno spazzaneve, causando la morte dell'alto dirigente e di tre membri dell'equipaggio.
Nell'aprile 2018, Total, annuncia l'acquisto del 74 % di Direct Énergie presso i suoi principali azionisti, per 1,4 miliardi di euro. Nel luglio 2018, acquista il 73 % del capitale e lancia quindi un'offerta pubblica di acquisto sulle rimanenti azioni, valorizzando così l'azienda a 1,9 miliardi di euro ed a 2,5 miliardi di euro includendovi il debito di Direct Énergie. Con 1,5 milioni di clienti detenuti in Francia ed in Belgio, a seguito dell'acquisizione di Lampiris (nel 2016, diventata poi Total Spring in Francia), i 2,6 milioni di clienti di Direct Énergie (in Francia e Belgio) portano Total al 1º posto tra i concorrenti di EDF in Francia, ma dietro Engie (che ha 4 milioni di clienti in Francia). Total punta ad avere più di 6 milioni di clienti in Francia al 2022, ovvero a passare dal 7 % del mercato dell'energia al 15 % in 5 anni.

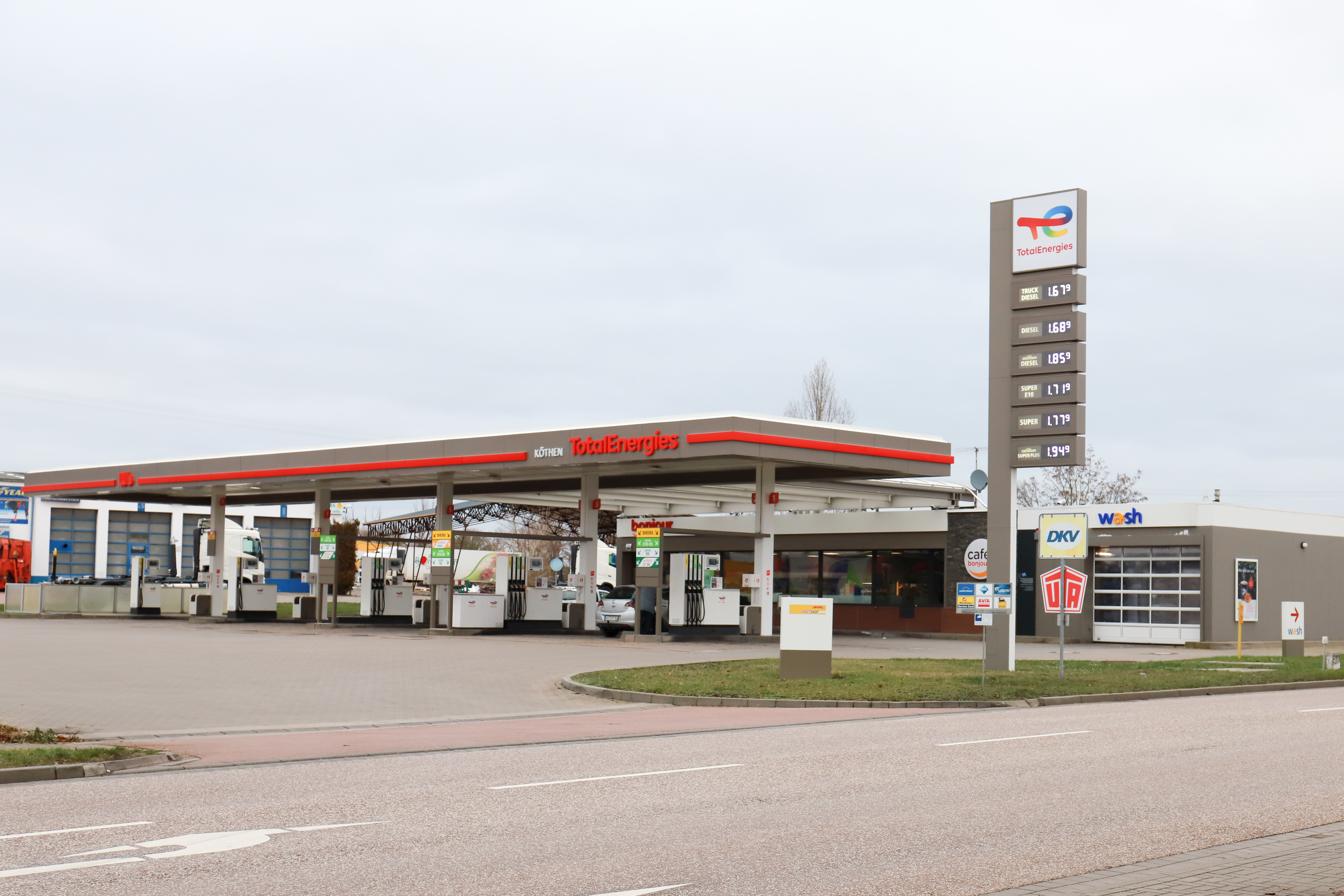
Un impianto TotalEnergies in Germania

Nel gennaio 2021, Total annuncia l'abbandono dalla lobby petrolifera statunitense American Petroleum Institute a causa di divergenze su problematiche ambientali, combustibili fossili e mobilità elettrica.
Nel febbraio dello stesso anno viene annunciato il cambiamento di nome in TotalEnergies, per sottolineare la transizione della compagnia verso nuove forme di energia.
Nel 2023 ha ceduto tutte le stazioni di servizio in Olanda, Germania, Belgio e Lussemburgo alla canadese Couche-Tard.

### Italia

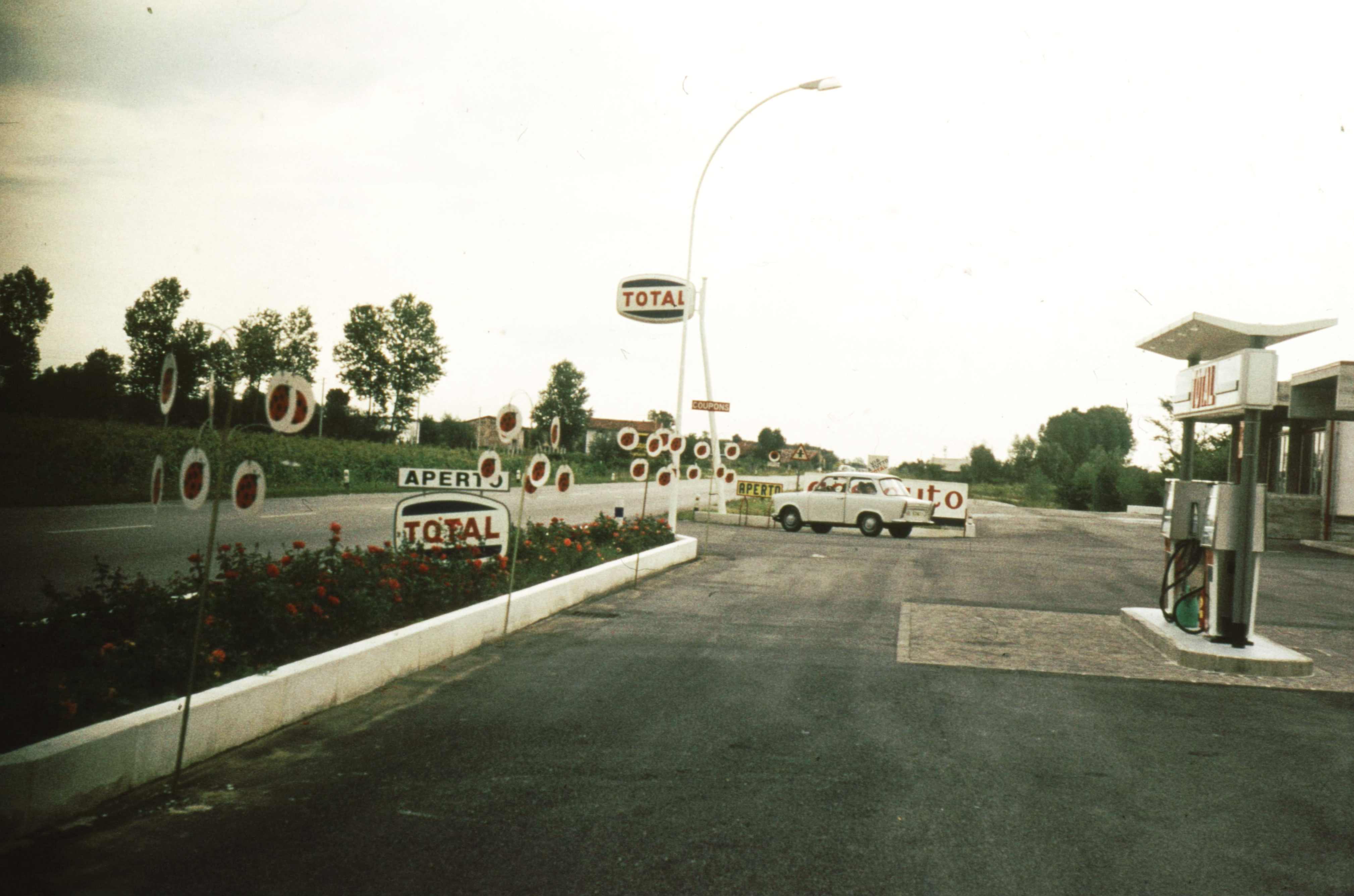
Una stazione di servizio Total in Italia nel 1972

La Total entrò nel mercato italiano nel 1953, con l'acquisizione della rete Aquila e del 50% dell'omonima raffineria di Trieste; l'impianto sarebbe stato definitivamente rilevato 10 anni dopo, prima di essere ceduto alla SELM nel 1987, che acquisì l'intera rete di distribuzione Total portando alla nascita di MonteShell. L'azienda sarebbe successivamente tornata in Italia dopo la fusione con la Fina, a fine anni '90.
Nel 2008 l'amministratore delegato di Total E&P Italia S.p.A., Lionel Levha, ed altri dipendenti Total vengono arrestati nell'ambito di un'inchiesta sugli appalti per l'estrazione di petrolio in Basilicata. I reati ipotizzati sono associazione per delinquere finalizzata alla corruzione e alla turbativa d'asta (con riferimento specifico agli appalti dei lavori per le estrazioni petrolifere), corruzione e concussione.

Il 4 luglio 2009 agli indagati è stato notificato l'avviso di conclusione delle indagini preliminari.
Nel 2010 Total Italia S.p.A. si è fusa con la ERG Petroli, dando vita a TotalErg; detenuta rispettivamente per il 51% da ERG e per il restante 49% da Total. Il 10 gennaio 2018, le quote azionarie di ambedue le società sono state acquisite dall'Anonima petroli italiana; congiuntamente è stato scisso da TotalErg S.p.A. il ramo d'azienda "lubrificanti, benzine da competizione, fluidi e solventi industriali", costituitosi in una nuova società denominata Total Italia S.p.A., controllata integralmente dal Gruppo Total.
Oggi opera con TotalEnergies Marketing Italia S.p.A. (lubrificanti, benzine da competizione, fluidi e solventi industriali) e con TotalEnergies E&P Italia S.p.A.  (Esplorazione e Produzione).

## Controversie
Nel dicembre 2022 un gruppo di ONG, tra cui alcune ugandesi, hanno citato in giudizio l'azienda, accusandola di aver violato la legge in materia di diritti umani e ambiente.

## Azionisti
- BlackRock: 6,30%
- Impiegati: 5,0%

(fonte: Euronext/Cofisem al 30 maggio 2018)